# 秋葉原ラジオセンター

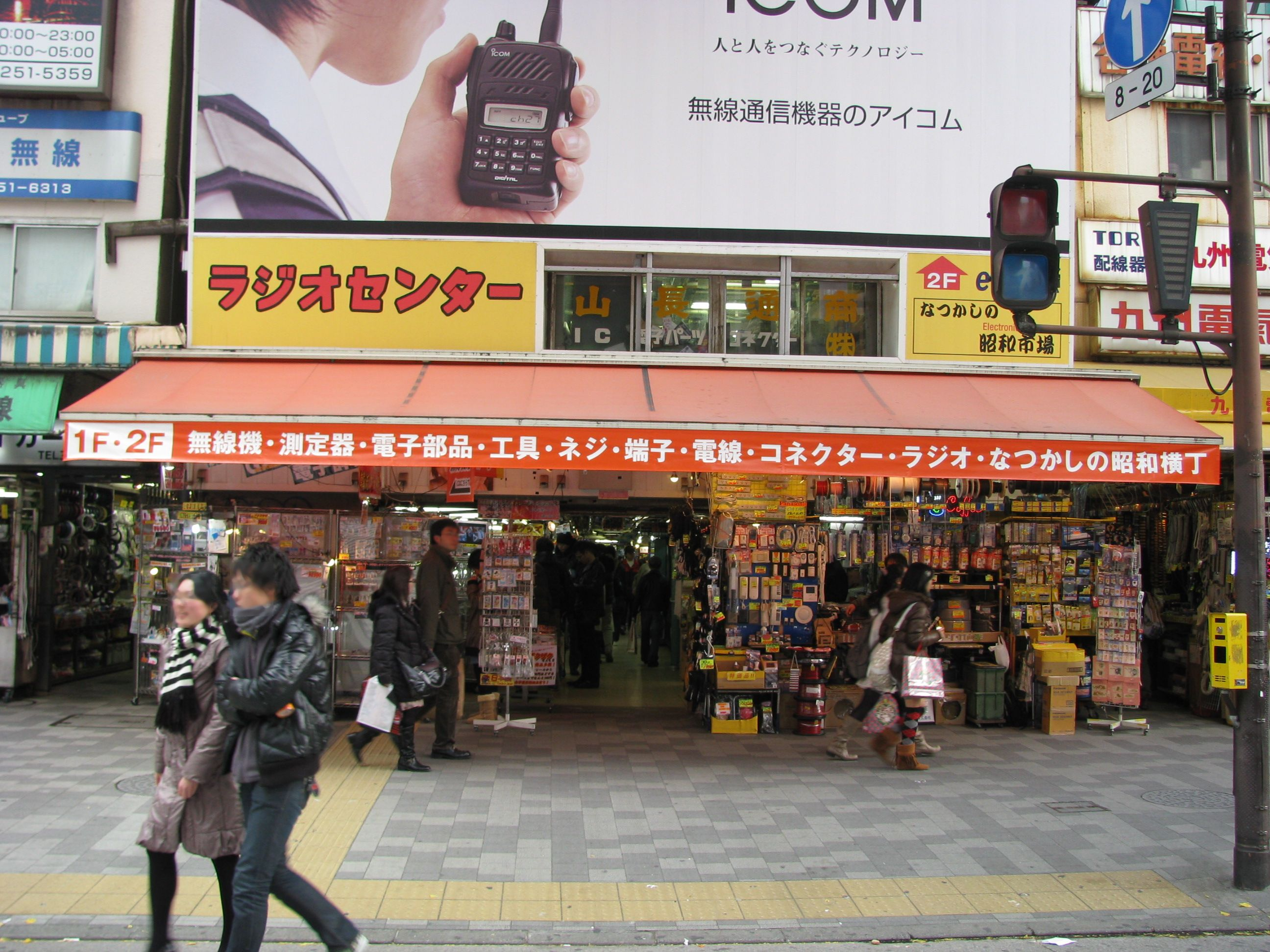
建物の正面写真

秋葉原ラジオセンター（あきはばらラジオセンター）は、東京都千代田区外神田一丁目にある商業施設である。中央通りより中央・総武緩行線秋葉原駅のガード下に位置しており、電子部品の販売を行う小売店が入居している。

## 特徴

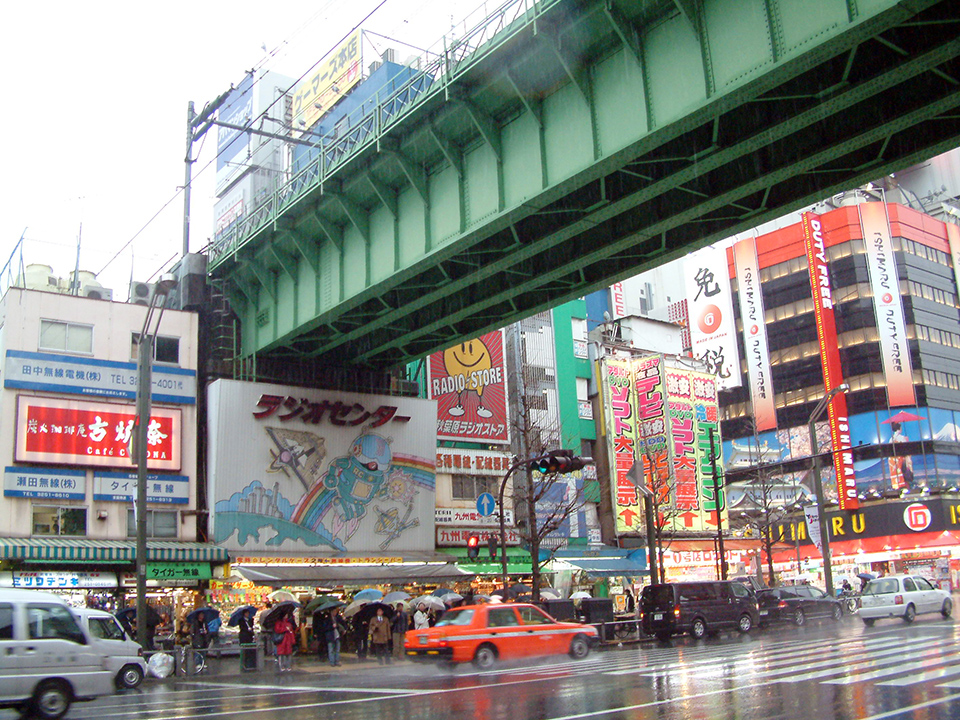
ガードの真下にあるのが秋葉原ラジオセンター。ガードを挟む左の建物が秋葉原電波会館、右の建物が秋葉原ラジオストアー。
（写真は2006年頃、詳細は後述）

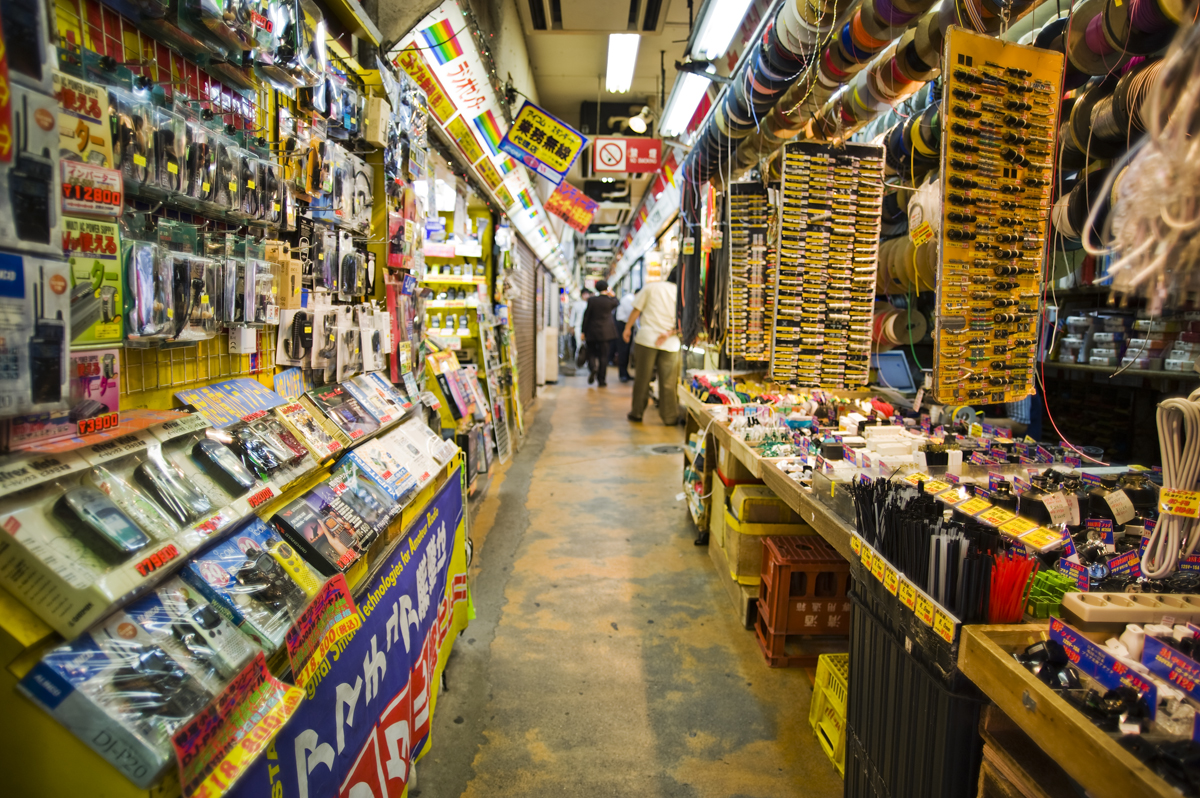
建物内の写真。複数の店舗が入居する。

秋葉原ラジオセンターは戦後復興時にGHQの占領政策により露店撤廃令が出され、神田周辺の露天で営業を行っていたラジオ関連の店舗の移転先として山本長蔵が秋葉原周辺に作った建物の3件目の建物である。
そのため、秋葉原ラジオセンターには電子部品の中でも無線機器を扱う店舗が多い。
現在の秋葉原においては古くから在る建物であり、例えばラジオ会館の様に店子の変動の多い中にあって、北側に隣接する秋葉原電波会館や東京ラジオデパート等と共に昔ながらの秋葉原らしさを保っている場所の一つである。南側に隣接し、似た雰囲気を持っていた秋葉原ラジオストアーも2013年11月末まで営業していた。
なお、直接境界を見るなどしないと認識が難しく、ほぼ一体のように見えるため時折混同されがちであるが、ガード直下のラジオセンターと北側の電波会館、南側の旧ラジオストアーは、それぞれ別の建物となっている。

## 歴史
- 1949年 - 秋葉原ラジオセンター開業。
- 1955年2月 - 火災により全焼。
- 2005年11月24日 - 山本無線3号店からの出火により火災発生。同店舗は全焼し、両脇の店舗も半焼。

## 似た傾向を持つ建物
- ラジオガァデン（ラジオセンターに先立つ一回目の移転地）
- 東京ラジオデパート（おなじく二回目の移転地）
- ニユー秋葉原センター
- 秋葉原ラジオストアー（2013年11月末で閉業）
- アメ横ビル（愛知県名古屋市中区大須にあるビル）

## 注
1. ↑  法人「秋葉原ラジオストアー」としての、テナント店舗の営業は終了したが、建物自体は現在も存在。